# 霍莫拉河

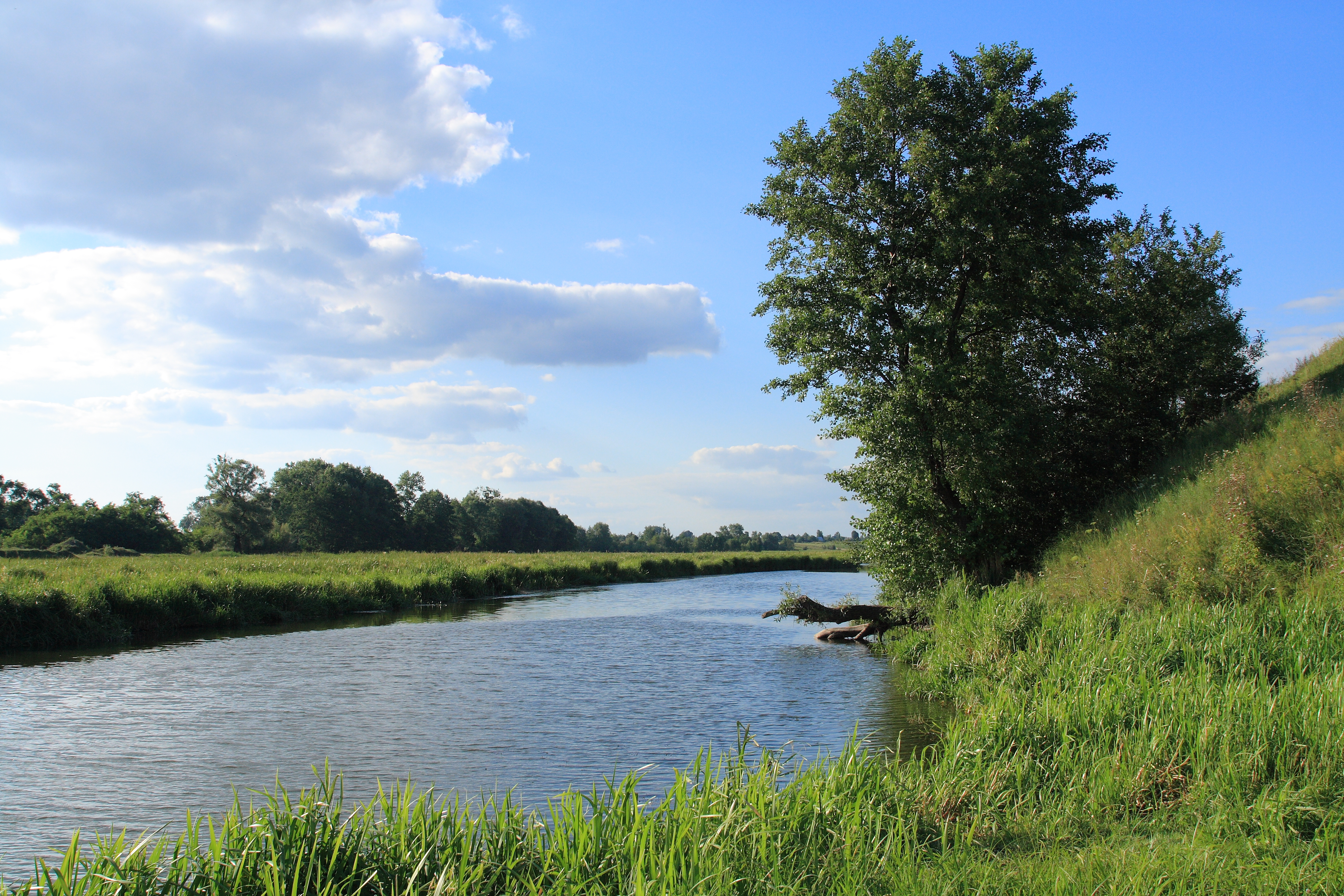

霍莫拉河（羅馬化：Khomora）是烏克蘭的河流，位於該國西部，流經日托米爾州和赫梅利尼茨基州，河道全長114公里，流域面積1,465平方公里，最終注入斯盧奇河。